# Jeuk (televisieserie)
Jeuk was een Nederlandse comedyserie van BNNVARA, met Thomas Acda en Peter Heerschop in de hoofdrol. De omroep omschrijft de serie als de meest schaamteloze en schaamtevolle comedy van Nederland. Seksgerelateerde onderwerpen en gênante momenten spelen een grote rol.

## Geschiedenis
De eerste uitzending vond plaats op 6 januari 2014. Het tweede seizoen startte op 9 januari 2015 en het derde seizoen op 13 september 2015. De acteurs spelen gefictionaliseerde, uitvergrote, versies van zichzelf; alle personages hebben ook dezelfde naam als de acteur die het personage speelt. Het scenario lag elke aflevering slechts deels vast en veel scènes worden geïmproviseerd. De serie en deze werkwijze zijn gebaseerd op het Deense Klovn ("clown"); zo hebben beide series dezelfde leadermuziek, namelijk Tati Frutti van Eric Gemsa en Bernard Rabaud. Deze insteek doet ook denken aan de Amerikaanse sitcom Curb Your Enthusiasm, waarin Larry David ook een deels fictieve versie van zichzelf speelt. Na het vierde seizoen (2016/2017) werd bekend dat regisseur Job Gosschalk grensoverschrijdend gedrag had vertoond. Hij stopte vervolgens als regisseur. BNNVARA besloot daarop een aflevering (nummer 2 van seizoen 4) waarin Gosschalk zelf een dubieuze rol speelde te verwijderen. Het vijfde seizoen, dat begon op 18 maart 2018, was ook het laatste seizoen van de serie.

## Rolverdeling
Legenda
 = Hoofdrol
 = Bijrol
| Acteur           | Personage  | Seizoen | Seizoen | Seizoen | Seizoen | Seizoen |
| Acteur           | Personage  | 1       | 2       | 3       | 4       | 5       |
| ---------------- | ---------- | ------- | ------- | ------- | ------- | ------- |
| Thomas Acda      | Thomas     | 10 afl. | 10 afl. | 10 afl. | 10 afl. | 10 afl. |
| Peter Heerschop  | Peter      | 10 afl. | 10 afl. | 10 afl. | 10 afl. | 10 afl. |
| Jelka van Houten | Jelka      | 10 afl. | 10 afl. | 10 afl. | 10 afl. | 10 afl. |
| Rosa Reuten      | Rosa       | 8 afl.  | 7 afl.  | 3 afl.  | 7 afl.  | 7 afl.  |
| Ellen Parren     | Ellen      | 7 afl.  | 5 afl.  | 3 afl.  | 6 afl.  | 5 afl.  |
| Diederik Ebbinge | Diederik   | 2 afl.  | 5 afl.  | 3 afl.  | 2 afl.  | 6 afl.  |
| Jacqueline Boot  | Jacqueline | 3 afl.  | 4 afl.  | 2 afl.  | 3 afl.  | 5 afl.  |

## Seizoensoverzicht
| Seizoen | Aantal afleveringen | Uitgezonden                  |  |
| ------- | ------------------- | ---------------------------- |  |
| 1       | 10                  | 6 jan. 2014 – 10 mrt. 2014   |  |
| 2       | 10                  | 9 jan. 2015 – 13 mrt. 2015   |  |
| 3       | 10                  | 13 sept. 2015 – 15 nov. 2015 |  |
| 4       | 10                  | 6 nov. 2016 – 15 jan. 2017   |  |
| 5       | 10                  | 18 mrt. 2018 – 20 mei 2018   |  |

### Seizoen 1
| Afl. | Titel | Uitzenddatum NL  | Kijkcijfers |
| ---- | --- | ---------------- | ----------- |
| 1    | Tietenman | 6 januari 2014   | 808.000     |
| 1    | De mannen regelen een stripper voor Diederik nu hij zijn eerste kind heeft. Thomas wil minder contact met de overbuurman, maar heeft hem toch nodig voor zijn boodschappen.                                                                          |                  |             |
| 1    | Gastrollen: Priscilla de Boer, Jacqueline Boot, Diederik Ebbinge, Jan Willem Ebbinge, Jan Willem Jurg, Kees Tol, Vincent Rietveld |                  |             |
| 2    | Thomas moet besneden worden | 13 januari 2014  | —           |
| 2    | Thomas gaat naar dokter Guy, maar die blijkt vooral geïnteresseerd in Jelka. Ad ontdekt porno en wil gepijpt worden. Guus kan Thomas en Peter helpen met hun carrière in Amerika.                                                                    |                  |             |
| 2    | Gastrollen: Jacqueline Boot, Guy Clemens, Ad van Kempen, Esmeralda Koster, Noi Pakon Schuijffel, Guus Verstraete jr., Roos Wijngaard |                  |             |
| 3    | Weer die Duitsers | 20 januari 2014  | 553.000     |
| 3    | |                  |             |
| 3    | Gastrollen: Lieke-Rosa Altink, Jobst Schnibbe, Cosmo de Vos, Martin van Tulder, Ben Abelsma, Vivian Verkooy-Puype, Diet Gerritsen |                  |             |
| 4    | M'n dooie oma | 27 januari 2014  | 486.000     |
| 4    | |                  |             |
| 4    | Gastrollen: Arnoud Bos, Daphne de Winkel, Diederik Ebbinge, Guus Dam, Jan Willem Ebbinge, Kees Tol, Laurie Reijs, Michel Sluysmans |                  |             |
| 5    | Een hoer over de vloer | 3 februari 2014  | 328.000     |
| 5    | |                  |             |
| 5    | Gastrollen: Camilla Siegertsz, Halina Reijn, Patrick Lodiers |                  |             |
| 6    | Willen jullie naakt? | 10 februari 2014 | 536.000     |
| 6    | |                  |             |
| 6    | Gastrollen: Jacqueline Boot, Rick Paul van Mulligen, Sieger Sloot, Willem Drieling |                  |             |
| 7    | Mag ik het aanranden noemen? | 17 februari 2014 | 708.000     |
| 7    | |                  |             |
| 7    | Gastrollen: Benjamin de Wit, Denise Aznam, Rick Engelkes, Rogier in 't Hout |                  |             |
| 8    | Fal doot | 24 februari 2014 | 344.000     |
| 8    | |                  |             |
| 8    | Gastrollen: Frederik Brom, Jan Willem Jurg, Ronald de Bruin, Sinan Eroglu |                  |             |
| 9    | Ik heb niks tegen homo's | 3 maart 2014     | —           |
| 9    | |                  |             |
| 9    | Gastrollen: Anne-Marie Jung, Bert Geurkink, Boris Scheurs, Daniël de Ridder, Dimme Treurniet, Ferri Somogyi, Géza Weisz, Jaap Reesema, Mimoun Ouled Radi, Roel Kyvelos, Rogier in 't Hout, Ryan Babel, Thijmen Galekop, Thomas Schoots, Winston Post |                  |             |
| 10   | Weekendje weg | 10 maart 2014    | 412.000     |
| 10   | |                  |             |
| 10   | Gastrollen: Jeroen Bos, Liliana de Vries, Myrthe Burger, Rogier in 't Hout |                  |             |

### Seizoen 2
| Afl. | Titel | Uitzenddatum NL  | Kijkcijfers |
| ---- | --- | ---------------- | ----------- |
| 1    | Fryslan boppe en de jerrebarre | 9 januari 2015   | —           |
| 1    | Thomas en Peter bezoeken Ad in Friesland. Ze willen een motor kopen. Onderweg rijden ze een belangrijke streekvogel aan. Een Thaise salon kan misschien uitkomst brengen.                                                                                          |                  |             |
| 1    | Gastrollen: Sven Bijma, Thijs Feenstra, Gonny Gaakeer, Ans Galema, Marijke Geertsma, Jung Sun den Hollander, Ad van Kempen, Katja Siang, Tim de Zwart |                  |             |
| 2    | Dan lik je toch het alfabet | 16 januari 2015  | —           |
| 2    | Thomas en Jelka bezoeken Dennis en Annemieke, die hersenbeschadiging heeft opgelopen. Annemieke gaat naar een verzorgingstehuis. Thomas koopt daar een schilderij. Jelka vindt dat Thomas saai is op het orale vlak. Peter geeft Thomas tips.                      |                  |             |
| 2    | Gastrollen: Annemieke Bakker, Daniel Cornelissen, Dennis van der Geest, Ruud Gullit, Frits Sissing, Hedy Wiegner, Bram Willems |                  |             |
| 3    | De vriendin van Simon van Nick en Simon | 23 januari 2015  | —           |
| 3    | Thomas houdt niet van hacky sack. Thomas wil seks, maar Jelka wil wachten op haar ovulatie. Simon stelt zijn nieuwe vriendin voor. Die blijkt vooral interesse te hebben in Thomas. Peter ziet een bekende in de drogisterij.                                      |                  |             |
| 3    | Gastrollen: Eva Crutzen, Dook van Dijck, Simon Keizer, Anna Raadsveld |                  |             |
| 4    | Pief paf poef | 30 januari 2015  | —           |
| 4    | Thomas en Peter gaan kleiduivenschieten. Peter heeft vertrouwen dat het goedkomt met Rosa, tot hij Lone tegenkomt. De mannen gaan naar DeLaMar voor hun musicalplannen. Thomas ziet Mein Kampf liggen op de markt en wil een werkster.                             |                  |             |
| 4    | Gastrollen: Tom Afman, Diederik Ebbinge, Simon Keizer, Ids van der Krieke, Celia Nufaar, Lone van Roosendaal, Kees Tol, Vivian Verkooy-Puype, Maurice Wijnen |                  |             |
| 5    | Henk Jan en de dildo | 6 februari 2015  | —           |
| 5    | Thomas en Jelka willen hetzelfde vakantiehuis als Diederik en Jacqueline. Thomas en Peter kopen cadeaus in de seksshop. Een avondje drinken met vrienden bezorgt Thomas grote problemen.                                                                           |                  |             |
| 5    | Gastrollen: Derkan Atakan, Jacqueline Boot, Daniel Cornelissen, Jeroen Dekkers, Diederik Ebbinge, Jan Willem Ebbinge, Jan van Eijndthoven, Kevin Hassing, Cecile Heuer, Jan Willem Jurg, Rembrandt Smit, Henkjan Smits, Kees Tol                                   |                  |             |
| 6    | Een wind die geen wind was | 13 februari 2015 | —           |
| 6    | Thomas krijgt hydratatie-tips van Johan in de sportschool. Deze komen van pas bij het badmintonnen. Peter gelooft heilig in een 'Kabbala-touwtje' en wil dit meegeven aan Thomas. Thomas heeft er veel voor over om naar een wedstrijd van AFC Ajax te gaan.       |                  |             |
| 6    | Gastrollen: Ronald de Boer, Julie Bosch, Melissa Drost, Johan Kenkhuis, Lykele Muus, Mels Tuinman |                  |             |
| 7    | Oei | 20 februari 2015 | —           |
| 7    | Jelka gaat met Jacqueline mee naar tangoles. Thomas oefent met Peter, Geza en Kees voor 'Karate with the stars'. Thomas laat een oud kunstwerk van Kenneth vallen.                                                                                                 |                  |             |
| 7    | Gastrollen: Jacqueline Boot, Kees Boot, Diederik Ebbinge, Joey Ferre, Hesdy Lonwijk, Kenneth Pérez, Géza Weisz |                  |             |
| 8    | Schaamstreken | 27 februari 2015 | —           |
| 8    | Jelka zoekt een scheermesje voor haar bikinilijn. Peter heeft een etentje geregeld bij Herman. Ellen heeft een fout gemaakt, waardoor Thomas en Peter haar willen ontslaan en een nieuwe secretaresse willen. Jelka kan hofleverancier worden met haar theewinkel. |                  |             |
| 8    | Gastrollen: Giel Beelen, Herman den Blijker, Wil van der Meer, Rosa da Silva |                  |             |
| 9    | Seks, drugs & rock-'n-rollschaatsen | 6 maart 2015     | —           |
| 9    | Thomas koopt met Kees een camera. Peter zit in een depressie en wordt nergens vrolijk van. Thomas en Jelka hebben hun jaarlijkse spijbeldag. Jelka en Jacqueline worden opgepakt, omdat er drugs in de theewinkel ligt.                                            |                  |             |
| 9    | Gastrollen: Jacqueline Boot, Daniel Cornelissen, Roel Dirven, Diederik Ebbinge, Vincent Lodder, Wesley Mutsaars, Yannick Noomen, Kees Tol |                  |             |
| 10   | It's a jungle down there | 13 maart 2015    | —           |
| 10   | Thomas krijgt post voor Diederik op zijn adres. Jelka en Rosa doen een cursus bij 'Goedeleke', tot ongenoegen van Thomas en Peter. |                  |             |
| 10   | Gastrollen: Jacqueline Boot, Diederik Ebbinge, Goedele Liekens |                  |             |

### Seizoen 3
| Afl. | Titel | Uitzenddatum NL   | Kijkcijfers |
| ---- | --- | ----------------- | ----------- |
| 1    | De glappige afleveling met Flits Huffnagel en de stille stlaat | 13 september 2015 | 639.000     |
| 1    | Jelka houdt een buurtvergadering. Thomas en Peter kunnen hun musical verkopen aan China. Ze moeten nog wel met de Chinezen eten. Frits en Thomas vragen elkaar om een vriendendienst.                                                                      |                   |             |
| 1    | Gastrollen: Michiel Blankwaardt, Thomas Cammaert, Alex Cheung, Frits Huffnagel, Jan Willem Jurg, Wanting Li, Kok-Hwa Lie, Vivian Verkooy-Puype |                   |             |
| 2    | Oude mensen mogen niet rijden | 20 september 2015 | 574.000     |
| 2    | Jan stelt zich verkiesbaar voor de gemeenteraad. Thomas helpt bij zijn campagne, maar vergeet te stemmen. Ellen is bevrijd door Jezus. Een brouwerij wil bier brouwen voor de bierclub. Thomas heeft een kras in zijn auto en misschien weer voetschimmel. |                   |             |
| 2    | Gastrollen: Eva Damen, Diederik Ebbinge, Jan van Eijndthoven, Cecile Heuer, Simon Keizer, Mark van der Laan, Mike Starink, Kees Tol |                   |             |
| 3    | Met je mannengrot in Midden Aarde | 27 september 2015 | 568.000     |
| 3    | Thomas heeft een column geschreven. Jelka moet een mammografie laten maken. Peter laat Thomas de mancave zien. Thomas verandert in Gandalf. |                   |             |
| 3    | Gastrollen: Jacqueline Boot, Justus van Dillen, Roel Dirven, Diederik Ebbinge, Jip Smit, Ferdi Stofmeel, Chiem Vreeken, Monique van Welzen, Filemon Wesselink                                                                                              |                   |             |
| 4    | Hé kiloknaller, heb je even voor mij? | 4 oktober 2015    | 497.000     |
| 4    | Thomas moet helpen bij de zilveren bruiloft van Jelka's ouders. Rosa vindt Peter te dik. Peter vindt een golfer te dik. Jan en Cecile willen kleinkinderen, ondanks Thomas' sperma. Thomas wil marshmellows.                                               |                   |             |
| 4    | Gastrollen: Peter Bolhuis, Daniel Cornelissen, Glenn Durfort, Jan van Eijndthoven, Cecile Heuer, Dennis Willekens |                   |             |
| 5    | Stoute Stefan en de oesters van Terschelling | 11 oktober 2015   | 635.000     |
| 5    | Thomas, Jelka, Peter en Rosa willen een strandhuis op Terschelling. Jelka moet slijmen bij Stoute Stefan. Thomas en Peter fietsen het nudistengebied in.                                                                                                   |                   |             |
| 5    | Gastrollen: Tjibbe Bonnema, Susanne Buncherk, Jochum ten Haaf, Julie Herfst, Ingrid Wender, Joop Wittermans |                   |             |
| 6    | Een Marokkaan is ook maar een Nederlander | 18 oktober 2015   | —           |
| 6    | Jelka vraagt Thomas om te collecteren voor Darfur. Peter wil een Nederlandse versie van Thelma & Louise. Thomas stoort zich aan muziek op het werk. |                   |             |
| 6    | Gastrollen: Marisa van Eyle, Lionel Graves, Noortje Herlaar, Victoria Koblenko, Zouhair Mtazi, Iliass Ojja, Ali Sultan |                   |             |
| 7    | Willen jullie met ons neuken | 25 oktober 2015   | 441.000     |
| 7    | Thomas en Jelka hebben een referentiebrief nodig voor het adoptiebureau. Zij kiezen voor Diederik en Jacqueline en blijven bij hen slapen. Een mascottepak is hartstikke belangrijke informatie.                                                           |                   |             |
| 7    | Gastrollen: Jacqueline Boot, Diederik Ebbinge, Ruud van Overdijk, Eva Marie de Waal |                   |             |

| Afl. | Datum            | Titel                       | Kijkcijfers |
| ---- | ---------------- | --------------------------- | ----------- |
| 8    | 1 november 2015  | Supervet is superirritant   | —           |
| 9    | 8 november 2015  | De vieze poeperd            | 431.000     |
| 10   | 15 november 2015 | Je bent nog lang niet jarig | —           |

### Seizoen 4
| Afl. | Titel | Uitzenddatum NL  | Kijkcijfers |
| ---- | --- | ---------------- | ----------- |
| 1    | Rukken op Jerney Kaagman | 6 november 2016  | 454.000     |
| 1    | Thomas hoort dat Vincent in zijn eentje op zeven kinderen past en begint over pedofilie en Mel Gibson. Thomas en Jelka logeren een week bij Peter en Rosa. Jelka raakt maar niet zwanger en wil dat Thomas zijn sperma laat checken. |                  |             |
| 1    | Gastrollen: Lukas Beelen, Ziara Bogaers, Vincent Croiset, Emma Ephraim, Tjebbo Gerritsma. |                  |             |
| 2    | Een aambei is ook maar een mens | 13 november 2016 | 287.000     |
| 2    | Thomas heeft last van aambeien en ergert zich aan het eetgedrag van Daniel. |                  |             |
| 2    | Gastrollen: Freek Bartels, Daniel Cornelissen, Kendrick Etmon, Job Gosschalk, Marcel Harteveld, Cecile Heuer, Jelle de Jong, Achraf Koutet, Roosmarijn Luyten, Joji Kyle Na, David Schwarz |                  |             |
| 3    | Rosé is niet ogay | 20 november 2016 | 369.000     |
| 3    | Rosa en Peter hebben een break, hij verblijft nu in een hotel. Thomas vertelt daar tegen een kelner dat hij een partner heeft, maar zegt niet dat dat Jelka is. Jelka is misschien zwanger. Thomas geeft baconchips aan Ali Ben en de zoon van meneer Çifteci. Jan Willem en Thomas worden verwacht bij de belastingdienst. Ali Ben komt met krasloten. |                  |             |
| 3    | Gastrollen: Eefje Baesjou, Ali Ben Horsting, Anne van der Burg, Isis Cabolet, Ali Çifteci, Jan Willem Jurg, Metehan Korkmaz, Anne Lamsvelt, Jasper Langelaan, Amir Vahidi |                  |             |
| 4    | De aflevering rondom de poes en de kat | 27 november 2016 | 254.000     |
| 4    | Gijs wil lid worden van de bierclub. Thomas morst bier op zijn trui. Jelka en Thomas gaan naar de huisarts voor een zwangerschapstest. Ze krijgen een gratis therapiesessie aangeboden. |                  |             |
| 4    | Gastrollen: Robbert van den Bergh, Jacqueline Boot, Guy Clemens, Nina Deuss, Diederik Ebbinge, Jan Willem Ebbinge, Sarah Janneh, Simon Keizer, Koen van Kuppeveld, Saida van der Reijd, Sjoerd Spruijt, Gijs Staverman, Kees Tol, Sharon van Wageningen, Liss Walravens                                                                                 |                  |             |
| 5    | Heroïne is je beste vriend | 4 december 2016  | 366.000     |
| 5    | Thomas heeft waterwratjes. Hij ziet dat Guy cocaïne gebruikt. Jelka gaat met de vriendinnen en Michiel op meidenweekend. Thomas gaat met de mannen op stap en nodig, op aandringen van Jelka, Wart ook uit. Het gesprek komt al snel op heroïne. |                  |             |
| 5    | Gastrollen: Jacqueline Boot, Kees Boot, Guy Clemens, Diederik Ebbinge, Wart Kamps, Michiel Nooter |                  |             |
| 6    | De neukjoker | 11 december 2016 | 298.000     |
| 6    | Thomas stopt een rookworst in zijn mond. Rosa appt dat Peter in het ziekenhuis ligt. Thomas en Jelka zijn bij Jelka's ouders en kunnen geen seks hebben. Als Thomas bij het bed van Peter staat, zet hij de 'jeuknoker' in. De ouders van Jelka blijken ook minder braaf.                                                                               |                  |             |
| 6    | Gastrollen: Alex van Bergen, André Dongelmans, Jan van Eijndthoven, Cecile Heuer, Ingeborg Loedeman, Daan van Rijssel, Nina van der Woude |                  |             |
| 7    | Met jouw slang in mijn hol | 18 december 2016 | —           |
| 7    | Thomas heeft een wrat. Thomas en Jelka gaan op wellnessweekend. Peter ligt nog in het ziekenhuis, dus komt Ellen naar Thomas toe. Een Franse gast denkt dat Thomas de baas van het hotel is. Een klysma zorgt voor niet voor ontspanning. |                  |             |
| 7    | Gastrollen: Jip Bartels, Suzanna van den Berg, Christanne de Bruijn, Jonathan Demoor, Sarah Eweg, Yentl Schieman, Lotte Schouten, Guido de Wijs |                  |             |
| 8    | Schijtregels | 1 januari 2017   | —           |
| 8    | Thomas en Peter hebben een filmscript geschreven, maar nog geen titel. Jelka heeft een naaktmodel getekend. Thomas laat de vuilnisman binnen zodat hij naar het toilet kan. Daardoor moet Thomas alles ophouden. |                  |             |
| 8    | Gastrollen: Jacqueline Boot, Steef de Bot, David Eeles, Cyriel Guds, Anchel Houtenbos, Sophie Höppener, Steyn de Leeuwe, Boy Ooteman |                  |             |
| 9    | Er is iets mis met de ballen van Jan Kooijman | 8 januari 2017   | —           |
| 9    | Jelka wil een vakantiehuis en gaat met Thomas een huis in Friesland bezichtigen. Alleen verstaat ze de boer niet. Jan Willem maakt zicht druk om zijn ballen. Thomas moet van Jelka ook zijn ballen checken. Thomas en Peter komen zowel Bridget als Jan tegen.                                                                                         |                  |             |
| 9    | Gastrollen: Jan Arendz, Sarah Bannier, Jan van Eijndthoven, Canick Hermans, Cecile Heuer, Ali Ben Horsting, Li-Tong Hsu, Judith van Hulst, Jan Willem Jurg, Jan Kooijman, Zahra Lfil, Marije Loermans, Bridget Maasland, Abel Nienhuis, Emily de Oliveira Pina, Efrayim Sener, Loes Worm                                                                |                  |             |
| 10   | Ons genoegen en de nazi | 15 januari 2017  | 415.000     |
| 10   | Thomas en Jelka zitten in Friesland en verkennen de omgeving. Ze doen mee met amateurtheater en gaan wat drinken bij hun buren, maar vinden dat uiteindelijk niet zo leuk als gedacht. Thomas en Peter kopen een koe. |                  |             |
| 10   | Gastrollen: Carola Arons, Rob Das, Margo de Geest, Linde van den Heuvel, Sophie Hoeberechts, Finn Poncin |                  |             |

### Seizoen 5
| Afl. | Titel | Uitzenddatum NL | Kijkcijfers |
| ---- | --- | --------------- | ----------- |
| 1    | Niet als er een korstje op zit | 18 maart 2018   | 474.000     |
| 1    | Jan zit alleen maar thuis, Cecile wordt er gek van. Peter en Rosa gaan trouwen in Thailand, onder water. Hierdoor moeten zowel Thomas en Jelka als Diederik en Jacqueline hun duikbrevet halen. Peter kiest zijn 'best man'. Hier moet Thomas wel wat voor doen. Diederik heeft een koortslip. |                 |             |
| 1    | Gastrollen: Jacqueline Boot, Bart van den Donker, Diederik Ebbinge, Jan van Eijndthoven, Cecile Heuer, Kim-Lian van der Meij, Cas van Mersbergen, Faye Lieve Walter. |                 |             |
| 2    | 25 cm en meer | 25 maart 2018   | 448.000     |
| 2    | Thomas en Jelka gaan naar hun financieel adviseur, het blijkt een zwarte man en de ex van Jelka. Peter, Ellen en Thomas vragen zich af of hij 25 centimeter geschapen is. Peter heeft een renpaard gekocht.                                                                                    |                 |             |
| 2    | Gastrollen: Marc Goddijn, Malcolm Hugo Glenn, Fleur Jagt, Christopher Parren, Ytsje Reitsema, Ruth Sahertian, Jonata Taal, Géza Weisz, Kim van Zeben |                 |             |
| 3    | Zalig Pasen | 1 april 2018    | —           |
| 3    | Peter en Thomas hebben een jubileumdiner, omdat ze elkaar 20 jaar kennen en kopen cadeautjes. Jelka nodigt Dennis en Annemieke ook uit. Een overvaller lijkt Thomas te kennen. Peter haalt zijn kinderen op van school.                                                                        |                 |             |
| 3    | Gastrollen: Annemieke Bakker, Dieuwer Elich, Mads Elich, Dennis van der Geest, Sander Huisman, Genelva Lo-Kioeng-Shioe, Urvin Monte |                 |             |
| 4    | Neuken in de keuken | 8 april 2018    | 417.000     |
| 4    | Simon en Thomas verwisselen hun broek. Er is ingebroken bij de buren. Thomas gaat voor clown spelen op het feestje van hun kind. Peter vond dit geen goed plan, maar gaat overstag en doet ook mee.                                                                                            |                 |             |
| 4    | Gastrollen: Annick Boer, Diederik Ebbinge, Jan Willem Ebbinge, Simon Keizer, Ad van Kempen, Gijs Mullers, Michelle Nijenhuis, Hylke van Sprundel, Kees Tol, Hanna van Vliet |                 |             |
| 5    | Mijn lul heette Oscar | 15 april 2018   | 423.000     |
| 5    | Thomas, Jelka, Peter en Rosa gaan helpen bij de doop van het kind van Diederik en Jacqueline. Zij zoeken nog een doopnaam. Thomas vraagt Robèrt om een taart te maken. Jelka wil een speciaal cadeau geven. Thomas heeft een opdringerige fan die een boek heeft geschreven.                   |                 |             |
| 5    | Gastrollen: Jeremy Baker, Robèrt van Beckhoven, Jacqueline Boot, Anna van Dijk, Diederik Ebbinge, Jan Willem Ebbinge, Leonoor Koster, Lune van der Meulen |                 |             |
| 6    | Three strikes you're out | 22 april 2018   | 326.000     |
| 6    | Thomas en Peter hebben geld nodig. Ze hopen dat Jan-Willem hen wil sponsoren, dus nodigen ze hem uit om te bowlen. Dit loopt voor een van hen slecht af. In de winkel rekent Jelka niet alle producten af, dus gaat ze naar 'zangles'.                                                         |                 |             |
| 6    | Gastrollen: Jacqueline Boot, Daniel Cornelissen, Diederik Ebbinge, Jan Willem Ebbinge, Mitchell Havelaar, Reza Ibrahim, Lisa Morrell, Louise Snoek, Dennis Willekens, Manoushka Zeegelaar Breeveld                                                                                             |                 |             |
| 7    | Het oog van Thor | 29 april 2018   | 366.000     |
| 7    | Thomas krijgt het kaartje van 'Goedeleke'. Peter zit bij een bikersclub. Nu wil Thomas ook een motor kopen. Om bij de club te mogen, heeft hij toestemming nodig van Eric. Het gaat slecht met de oma van Daniel. Radiatoren zorgen voor problemen.                                            |                 |             |
| 7    | Gastrollen: Daniel Cornelissen, Eric Corton, Luca Diez, Gürkan Küçüksentürk, Goedele Liekens, Theo Martijn Wever |                 |             |
| 8    | Surprise Jelka | 6 mei 2018      | 364.000     |
| 8    | Thomas en Jelka passen op de hond van Ad. Peter en Rosa hebben een personal assistant, net als Bastiaan en Tooske. Jelka vindt dat Thomas te weinig 'ik hou van jou' zegt. |                 |             |
| 8    | Gastrollen: Jacqueline Boot, Bart Bijnens, Daniel Cornelissen, Diederik Ebbinge, Milena Haverkamp, Cecile Heuer, Ad van Kempen, Mira van der Lubbe, Bastiaan Ragas, Tooske Ragas, Leendert de Ridder                                                                                           |                 |             |
| 9    | Shut up | 13 mei 2018     | —           |
| 9    | Thomas gaat op date met een zwarte vrouw, omdat hij zegt betrokken te zijn bij de Tibetaanse kwestie. Hij neemt een illegale monnik in huis. Peter raakt in een dip, hij wil bedankt worden door heel bekend Nederland. Diederik wil hier niks van weten.                                      |                 |             |
| 9    | Gastrollen: Freek Bartels, Daan Boom, Jacqueline Boot, Daniel Cornelissen, Ben Cramer, Jasper Demollin, Diederik Ebbinge, Hanneke Groenteman, Patrick Martens, Peter Pannekoek, Tim Senders, Gijs Staverman, Chris Tanamal, Stijn van Vliet, Lucretia van der Vloot                            |                 |             |
| 10   | Gewoon je vagina ontspannen | 20 mei 2018     | —           |
| 10   | Thomas, Jelka, Peter en Rosa zijn op vakantie in eigen land en hebben een boot gehuurd. Jelka komt nooit klaar. Thomas wil haar ten huwelijk vragen en laat de ring in een toetje verstoppen.                                                                                                  |                 |             |
| 10   | Gastrollen: Annemieke Bakker, Jolanda van den Berg, Medi Broekman, Dennis van der Geest, Marieke Hilhorst, Melody Klaver, Job Raaijmakers, Noël van Santen, Helge Slikker |                 |             |